# Stone Town
Stone Town (swahili: Mji Mkongwe) er en del af byen Zanzibar City på den Tanzanianske ø Zanzibar ud for Afrikas østkyst. Stone Town blev i 2000 optaget på UNESCO Verdensarvsliste som et fint eksempel på en swahilisk handelsby på den afrikanske østkyst. Den viser eksempler på den kulturelle indflydelse gennem et årtusinde fra både den afrikanske, den indiske, europæiske, men især den arabiske kulturarv. De fleste bygninger er fra midten af 1800-tallet. 
Zanzibar har en stor symbolsk betydning da det var et af østafrikas største slavemarkeder, men også den base som modstandere af slaveri, såsom David Livingstone, arbejdede fra.
Stone Town er kendt for de få meter brede gader.